# Ateliers de constructions mécaniques de Vevey

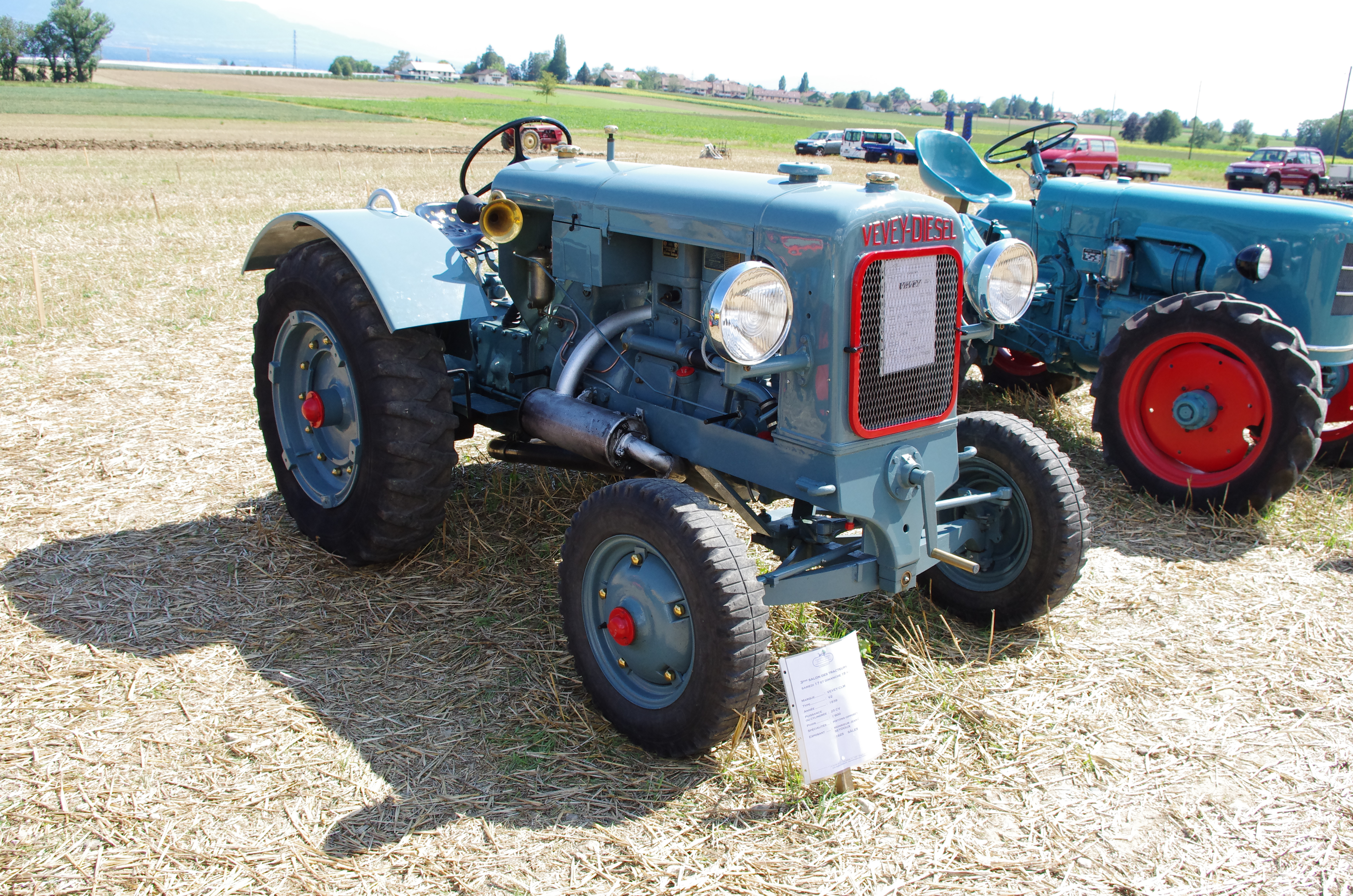
Jordbrukstraktor från Vevey

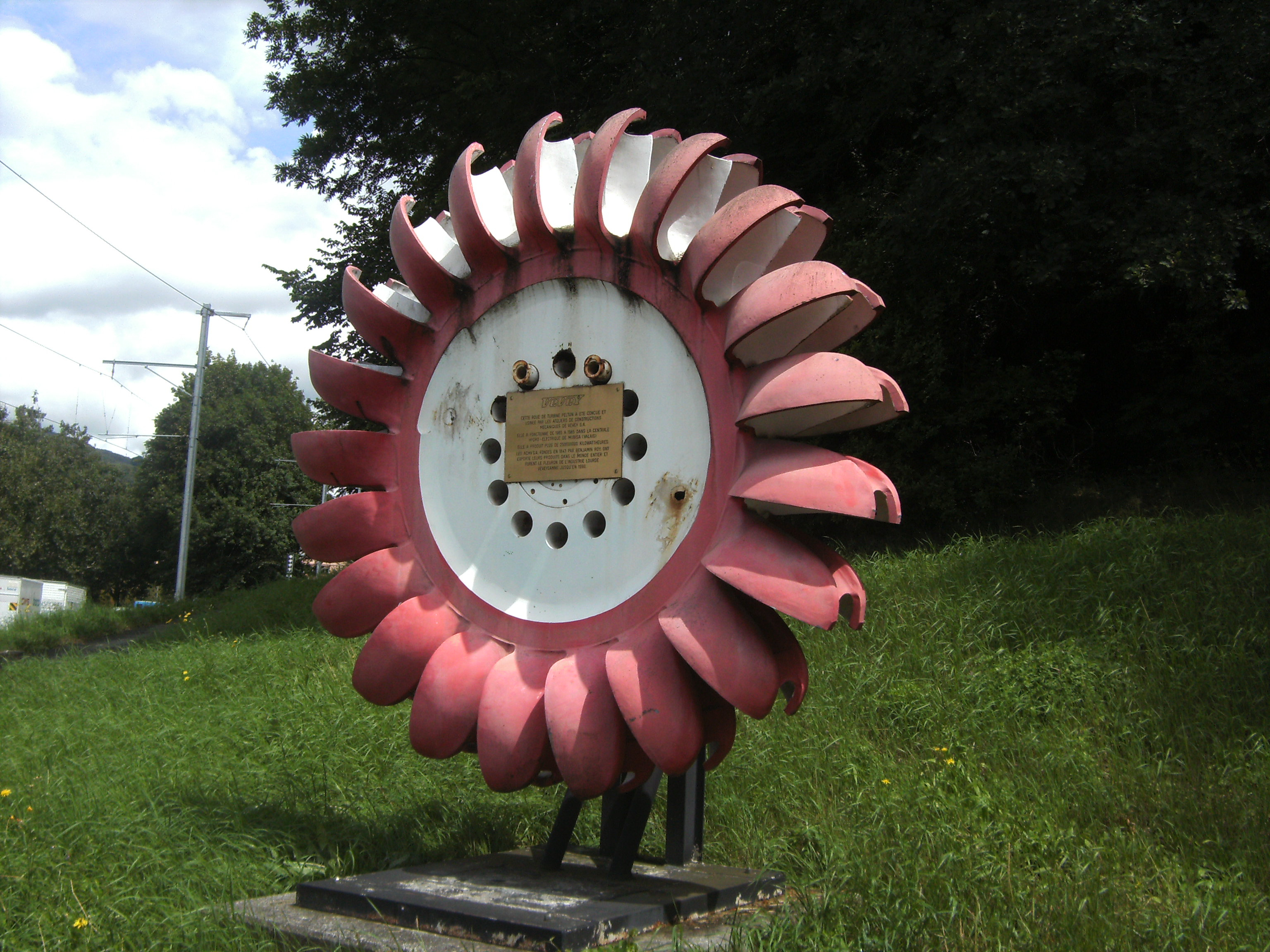
Peltonturbin från les Ateliers de Constructions mécaniques de Vevey, i drift 1965–1985 i vattenkraftverket Mubisa i kantonen Valais).

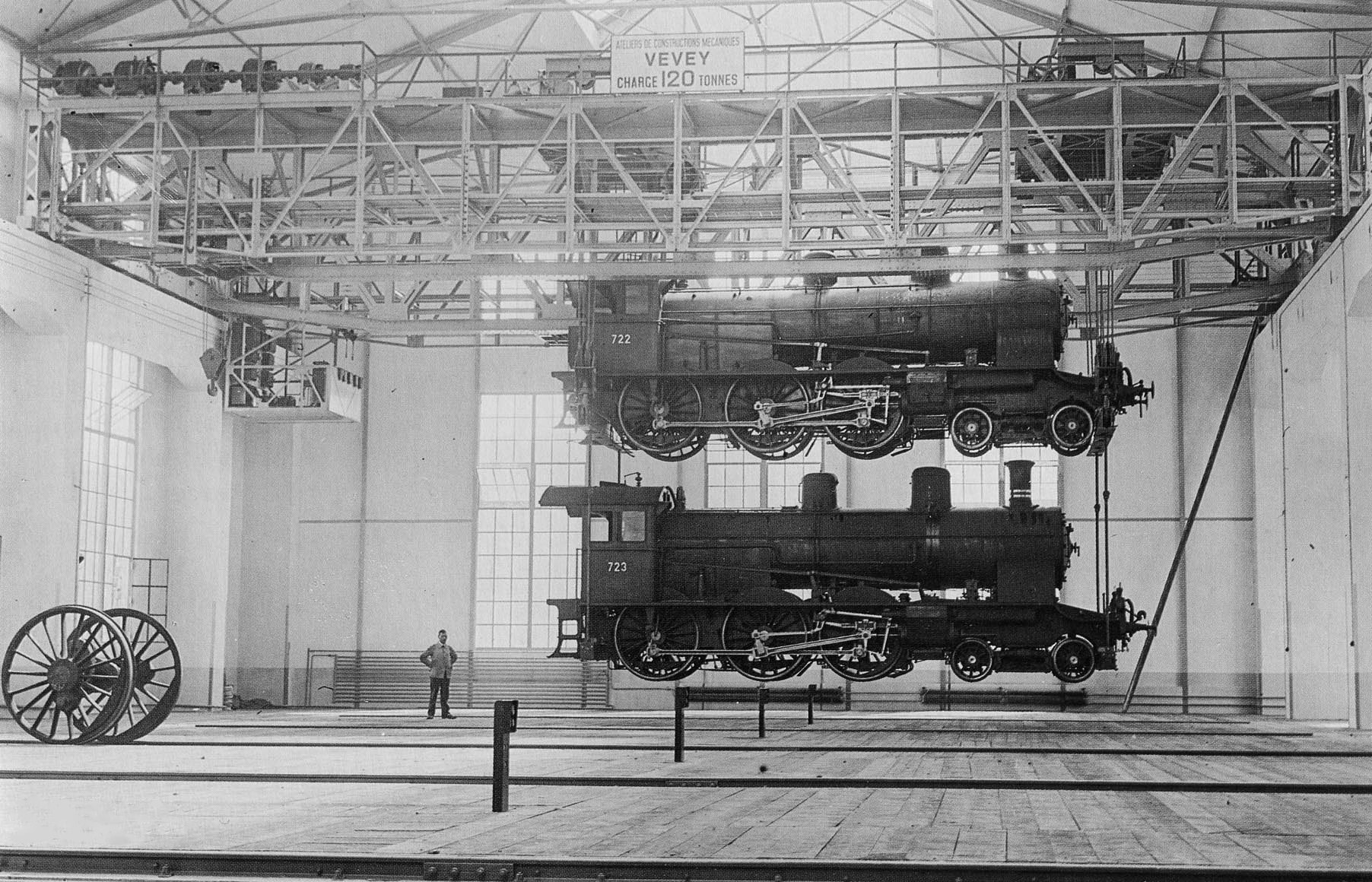
Travers för upp till 120 ton i Ateliers de constructions mécaniques de Vevey i början av 1900-talet

Ateliers de constructions mécaniques de Vevey var ett tidigare schweiziskt verkstadsföretag i Vevey i Schweiz, som grundades 1842 av Benjamin Roy under namnet Ateliers B.Roy & Cie. Företaget tillverkade jordbruksmaskiner, rälsfordon och turbiner. 
Aktiebolaget Ateliers de constructions mécaniques de Vevey SA bildades 1895. År 1948 köpte det en rälsfordonstillverkare i Villeneuve. Efter 1954 tillverkade företaget spårvagnar för Lausanne och Lugano. Efter 1962 tillverkade fabriken också jordbrukstraktorer under varumärket "Vevey".
Dåvarande ägaren Omni Holding sålde 1992 fabriken i Villeneuve, som var specialiserad på konstruktion och tillverkning av lättare rälsfordon, till det nederländska Royal Begemann-gruppen, som bytte namnet till Vevey Technologies. Vevey Technologies såldes 1997 vidare till tyska Deutsche Waggonbau, som i sin tur köptes av Bombardier Transportation 1998. 
Efter det att ursprungliga bolaget upplösts 1992, fortsatte tillverkningen av fordon i Villeneuve och av andra produkter genom Andritz Hydro i Vevey och genom APCO Technologies i Aigle.